# Hroznětínská louka a olšina
Hroznětínská louka a olšina este o arie protejată (arie specială de conservare — SAC, sit de importanță comunitară — SCI) din Republica Cehă întinsă pe o suprafață de 16,67 ha, integral pe uscat.

## Localizare
Centrul sitului Hroznětínská louka a olšina este situat la coordonatele 49°45′43″N 15°21′54″E / 49.761944°N 15.365°E.

## Înființare
Situl Hroznětínská louka a olšina a fost declarat sit de importanță comunitară în aprilie 2005 pentru a proteja un număr necunoscut de specii din flora spontană și fauna sălbatică aflate în arealul zonei. Situl a fost protejat și ca arie specială de conservare în noiembrie 2012.

## Biodiversitate
Situată în ecoregiunea continentală, aria protejată conține 1 habitat natural: Păduri aluvionare cu Alnus glutinosa și Fraxinus excelsior (Alno-Padion, Alnion incanae, Salicion albae).
La baza desemnării sitului se află un număr nedeclarat de specii protejate.